# Echeveria calderoniae
Echeveria calderoniae är en fetbladsväxtart som beskrevs av E. Perez-calix. Echeveria calderoniae ingår i släktet Echeveria och familjen fetbladsväxter. Inga underarter finns listade i Catalogue of Life.